# Фотографическая мозаика
Фотографическая мозаика — направление современного фотоискусства, представляет собой изображение (обычно фотография), которое разделено на (обычно равного размера) плиточные участки, каждый из которых представляет собой элемент другой фотографией, которые совокупно создают целостное изображение. При просмотре с расстояния отдельные пиксели отображаются в качестве основного изображения, а при внимательном рассмотрении выясняется, что на самом деле изображение состоит из множества сотен или тысяч изображений меньшего размера. В большинстве случаев это компьютерный тип фотомонтажа.

## Техники
Существует два вида мозаики, в зависимости от того, как выполняется сопоставление. В более простом виде каждая часть конечного изображения (того которое должно получиться в результате монтажа) усредняется до одного цвета. Далее каждое из малых изображений (из которых формируется главное полотно) также сводится к одному цвету. Затем каждая часть целевого изображения последовательно заменяется одним из малых, где эти цвета максимально похожи. По сути, целевое изображение уменьшается в разрешении (путём понижающей дискретизации), а затем каждый из результирующих пикселей заменяется изображением, средний цвет которого соответствует этому пикселю.
В более продвинутом виде фотографической мозаики целевое изображение не подвергается понижающей дискретизации, и сопоставление выполняется путём сравнения каждого пикселя в прямоугольнике с соответствующим пикселем из каждого малого изображения. Прямоугольник в цели затем заменяется малыми изображениями, которое минимизирует общую разницу. Это требует гораздо больших вычислений, чем простой тип, но результаты могут быть намного лучше, поскольку попиксельное сопоставление может сохранять разрешение целевого изображения.
Первоначально термин «фотомозаика» относился к составным фотографиям, созданным путём сшивания ряда смежных изображений при желании сделать одно большое фото. Учёные космической отросли создавали мозаичные фотографии такого типа, ещё в начале полётов космического спутника Советского Союза на Луну в конце 1950-х годов. Название Photomosaic и концепция реализации были торговой маркой Runaway Technology, Inc. Роберта Сильверса.

## История
- 1993 год. Джозеф Фрэнсис, работающий в R/Greenberg Associates на Манхэттене, считается изобретателем современных компьютерных версий цветных изображений. В его плакате «Живи в Bell Labs», созданном в 1993 году, использовались мозаичные фотографии на компьютерной тематике для создания мозаики лица (Ризард Горови продолжил использовать фотомозаику для журнала Animation в 1993 году. Фрэнсис заявил на своей веб-странице «История фото-мозаики», что его интерес к дальнейшей разработке этих техник был частично стимулирован работой художника Чака Клоуза.
- 1994 год. Дейв Маккин создаёт изображение для DC Comics, мозаики лица, сделанной из фотографий лиц, считается, что это было создано вручную с помощью Photoshop.
- 1994 год. Адам Финкельштейн и Сэнди Фарриер создают мозаику Джона Ф. Кеннеди из частей картин Мэрилин Монро. Результат был представлен на выставке Xerox PARC Algorithmic Art Show в 1994 году.
- 1994 год. Бенеттон: СПИД — мозаика из лиц. Более тысячи портретов молодых людей со всего мира, написанных на компьютере, содержат слово СПИД.
- 1995 год. Gioconda Sapiens, лицо с десятью тысячами лиц, было представлено публике в апреле 1995 года (Испания, музей Domus). Это была первая большая фотографическая мозаика, в которой были использованы фотографии 10 062 человек из 110 стран для создания копии Моны Лизы.
- 1995 год. Роберт Сильверс создаёт программный алгоритм для создания Фотомозаики и регистрирует торговую марку «Фотомозаика» и запатентовал свой процесс создания Фотомозаики в 1997 году.

## Художественные аспекты
Существует дискуссия о том, является ли фотомозаика искусством или простой техникой. Создание фото-мозаики иногда идёт параллельно и сравнивается с формами художественного присвоения, такими как литературный ассамбляж.
Такие художники, как Дэвид Хокни, Кристофер Кейтс и Пеп Вентоза, первыми разработали свои собственные методы фотографической мозаики, в которых несколько фотографий разъединяются, а затем снова соединяются вместе, чтобы создать новое изображение.

## Торговая марка и интеллектуальная собственность концепции
Роберт Сильверс, студент магистратуры в Массачусетском технологическом институте, подал заявку на товарный знак под термином « Фотомозаика» 3 сентября 1996 года. Этот товарный знак был зарегистрирован 12 августа 2003 года.
Сильверс также подал заявку на патент США на производство фотомозаики 2 января 1997 года, который был выдан как, US 6137498 в октябре 2000 г. и был присвоен компании Runaway Technology, Inc. Также были поданы заявки на патенты в других странах, и выданные патенты включают , EP 0852363 , JP 10269353 , CA 2226059 и , AU 723815B. 31 августа 2010 года Бюро по патентам и товарным знакам США выдало Свидетельство о повторной экспертизе, подтверждающее патентоспособность всех пунктов формулы изобретения в патенте, в которые были внесены поправки, относящиеся к согласованию формы (особенность, которая способствует высокому разрешению фотомозаики).
Есть ряд других коммерческих компаний, которые создают мозаику с фотографиями. Поскольку в отношении этих патентов не было судебных разбирательств, поэтому эти компании должны либо использовать процессы, которые не нарушают конкретный заявленный процесс, иметь лицензии по патентам или нарушать эти патенты, но Runaway Technology решила не возбуждать разбирательства о нарушении.
Патент Сильверса можно рассматривать как патент на программное обеспечение, предмет которого вызывает много споров. Например, Article 52(2)(c) заявляет, что «программы для компьютеров как таковых» не считаются патентоспособными изобретениями. Тем не менее, текущая практика, связанная с изобретениями, реализованными на компьютере в рамках EPC, означает, что процесс, который обеспечивает технический эффект, может быть запатентован, даже если он реализуется компьютером.

## Видео мозаика
Фотографические мозаики обычно формируются из набора неподвижных изображений. Однако, более недавним явлением стали видео-мозаики, которые собирают видеоклипы, а не неподвижные изображения, чтобы создать увеличенное изображение. Например, заключительные титры игры God of War для PlayStation 2 2005 года содержат неподвижное изображение главного героя Кратоса, созданное из нескольких внутриигровых видеороликов.
Термин «видео-мозаика» также описывает большое неподвижное изображение, сделанное из соседних кадров видео.